# Hidden Monster Games
Hidden Monster Games ist ein niederländischer Videospielentwickler aus Amsterdam.
Anfangs hieß das Unternehmen Curve Fever bis es dann von Geert van den Burg im Januar 2017 in Hidden Monster Games umbenannt wurde.
Hidden Monster Games hat das Browserspiel Curve Fever Pro am 26. Februar 2018 veröffentlicht.

## Veröffentlichungen
- Curve Fever als Geert van den Burg und Robin Brouns
- Curve Fever 3
- Curve Fever Pro